# Matourea pratensis
Espèce
Classification APG III (2009)
Synonymes
- Herpestis matourea (Raeusch.) Steud.
- Herpestis pratensis (Aubl.) Benth.
- Stemodia pratensis (Aubl.) C.C. Cowan
- Vandellia matourea Raeusch.
- Vandellia pratensis (Aubl.) Vahl[2]

Matourea partensis est une espèce herbacée sud-américaine appartenant à la famille des Plantaginaceae (anciennement Scrophulariaceae). Matourea partensis est l'espèce type du genre Matourea.
Il était connu en Guyane sous le nom de Basilic sauvage.

## Écologie
La pollinisation de Matourea partensis a fait l'objet d'une étude . L'abeille Megachile zaptlana est une de ses pollinisatrices.

## Utilisations
Matourea partensis était considéré au moins depuis le temps d'Aublet, jusqu'à la fin du XIXe siècle comme un très bon vulnéraire (antiseptique des plaies par son huile essentielle), employé contre la migraine et les inflammations buccales.

## Histoire naturelle
En 1775, le botaniste Aublet propose la diagnose suivante : 
« MATOUREA pratenſis. (Tabula 259.) 

Planta annua, bipedalis. CAULIS herbaceus. Rami plures, quadrangulares, nodoſi. Folia oppoſita, è nodis, ovato-oblonga, ſerrata, leviter villoſa, ſubpetiolata. Flores axillares, ſærpiùs ſolitarii, cæruleſcentes. 
Habitat in pratis inſulæ Caïennæ & Guianæ. 
Floret in omnibus anni menſibus. 

Léviter aromatica eſt, uſurpatur in ptiſanis & balneis. »

« LA MATOURI des prés. (PLANCHE 259.)
La racine de cette plante eſt fibreuſe, branchue & rameuſe. De ſon ſommet naiſſent pluſieurs tiges à quatre angles aigus, hautes d’environ deux pieds ; elles ſont garnies de feuilles oppoſées, de l’aiſſelle deſquelles partent les branches & les rameaux. Ces feuilles ſont ovales, dentelées, légèrement velues, portées ſur un petit pédoncule. 
Les fleurs ſortent de l’aiſſelle des feuilles ; elles ſont le plus ſouvent ſolitaires, de couleur bleuâtre. 
La corolle eſt d'une ſeule pièce irrégulière & blanchâtre. C'eſt un petit tube évaſé à ſon ſommet où il ſe diviſe en deux lèvres. La ſupérieure eſt relevée & échancrée : l'inférieure eſt à trois lobes arrondis, inclinés, celui du milieu eſt plus long. 
Les étamines ſont au nombre de quatre, deux plus courtes à la partie inférieure du tube, & deux plus longues un peu au deſſus. Leur filet eſt grêle. L'anthère eſt à deux bourſes. 
Le piſtil eſt un ovaire oblong, attaché au fond du calice ſur un diſque, ſurmonté d'un style, terminé par un stigmate à deux lames. 
L'ovaire devient une capſule ſèche qui s'ouvre en deux valves, dans le milieu deſquelles eſt un placenta pyramidal, chargé de semences très menues. 
La branche, repréſentée dans la figure, eſt de grandeur naturelle, L'on a beaucoup groſſi les parties de la fructification. 
On trouvé cette plante communément dans les terreins humides de l'île de Caïenne, & même au bord des ſavanes qui ſont auprès de la ville ou elle eſt en fleur preſque toute l'année. Elle eſt regardée comme un très bon vulnéraire : on l'applique écraſée, ou on ſe ſert de ſa décoction. 
Cette plante eſt nommée BASILIC SAUVAGE par les Créoles. »

— Fusée-Aublet, 1775.